# Mammillaria vetula
Mammillaria vetula es una especie perteneciente a la familia Cactaceae. Es endémica de Guanajuato, Hidalgo y Querétaro en México. Se ha extendido por todo el mundo como planta ornamental.

## Descripción
Es una especie de pequeño tamaño, como máximo 13 cm de altura. Los tallos (hasta unos 4 cm de diámetro), de color verde azulado, son algo globosos o cilíndricos, profusamente ramificados. Emite hijuelos a cualquier altura formando densas masas. Como en todas las especies del género Mammillaria, el cuerpo esta cubierto de protuberancias, llamadas tubérculos, cónicas y de base cuadrangular, de unos 8 mm. Carecen de látex y con algo de lanosidad o sin ella en las axilas. Las areolas se encuentran en el ápice de los tubérculos, con hasta 50 espinas radiales blancas, dispuestas en forma de estrella de entre 3 a 10 mm de longitud y 1 o 2 espinas centrales erectas, de color marrón rojizo de unos 10 mm de largo. Las flores, de unos 17 mm y de color amarillo pálido, nacen en las axilas de los tubérculos, formando una corona en la parte más cercana al ápice de los tallos. El fruto es una pequeña baya alargada verdosa o blanquecina llena de diminutas semillas negras.

## Distribución y hábitat
Es nativa de México oriental y se distribuye en los estados de Hidalgo, Guanajuato y Querétaro. Forma colonias en los bosques de pinos, entre los 1 600 a 3 350 m s. n. m.

## Subespecies y variedades
Se reconocen 2 subespecies y varios cultivares:
- Mammillaria vetula subsp vetula
- Mammillaria vetula subsp gracilis (Pfeiff.) Se diferencia en la ausencia de espina central, menos radiales (16 máximo) y flores más pequeñas.

- Mammillaria vetula subsp. gracilis cv. 'Arizona Snowcap'. Cultivar que se caracteriza por tener espinas más cortas y emitir multitud de hijuelos alrededor de la parte superior de los tallos.
- Mammillaria vetula subsp. gracilis cv. 'Clone A'. Se diferencia de 'A Snowcap' en las espinas, doradas o rojizas y flores de color rosa.

## Taxonomía
Mammillaria vetula fue descrita por Carl Friedrich Philipp von Martius y publicado en Novorum Actorum Academia Caesareae Leopoldinae-Carolinae Germanicae Naturae Curiosorum16(1): 338, pl. 24. 1832.
Etimología
Mammillaria: nombre genérico que fue descrita por vez primera por Carolus Linnaeus como Cactus mammillaris en 1753, nombre derivado del latín mammilla = tubérculo, en alusión a los tubérculos que son una de las características del género.
vetula: epíteto latíno que significa "anciano" 

## Galería de imágenes
|             |
| Ilustración |

|                            |
| Vista general de la planta |

|        |
| Flores |

|                        |
| Acercamiento a la flor |

|        |
| Frutos |

|         |
| Areolas |

|                                    |
| Mammillaria vetula subsp. gracilis |